# マクラーレン・MP4-27
マクラーレン MP4-27 (McLaren MP4-27) は、マクラーレンが2012年のF1世界選手権参戦用に開発したフォーミュラ1カーである。

## 概要

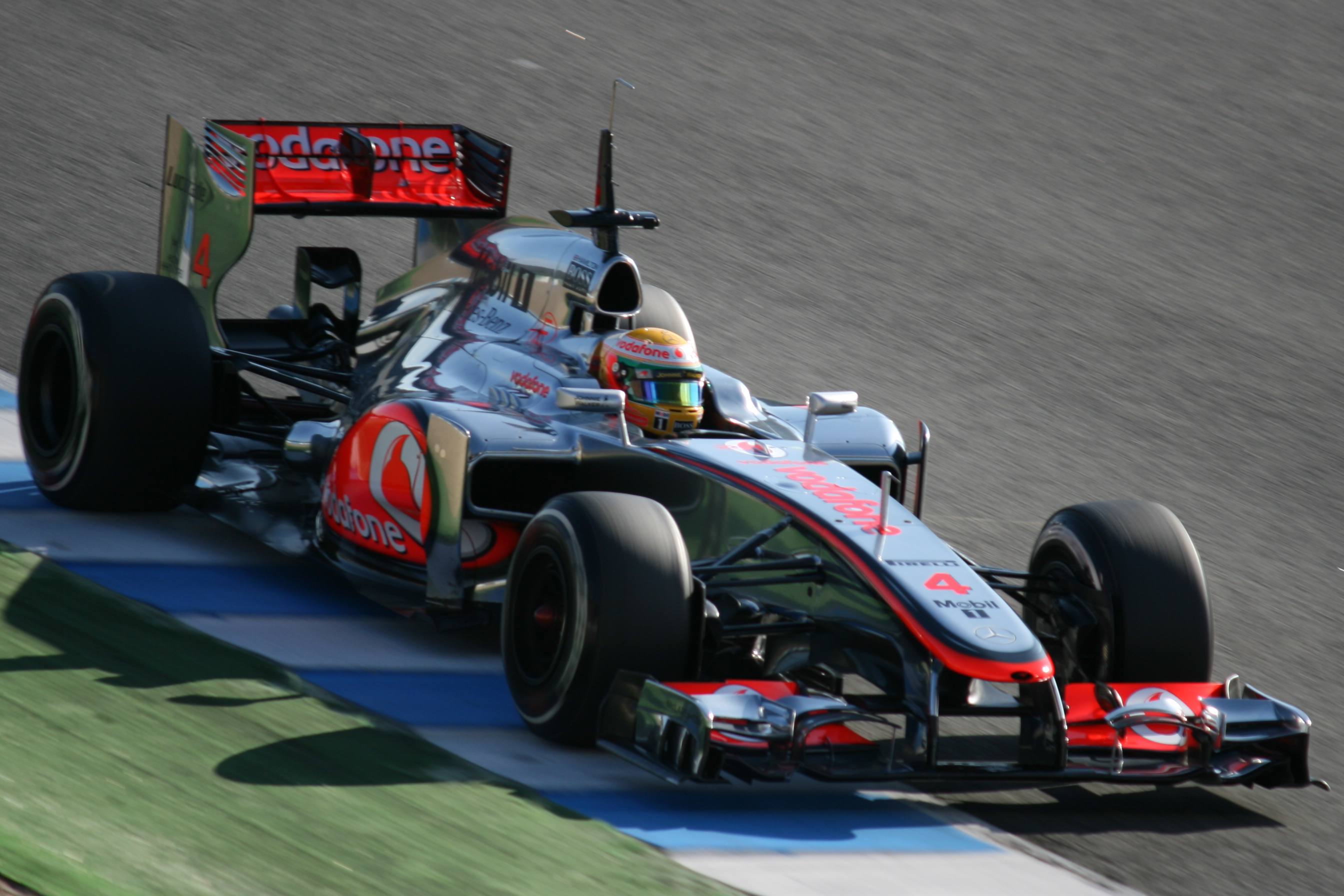
2012年2月のヘレステストでのMP4-27。ノーズは初期型タイプ。

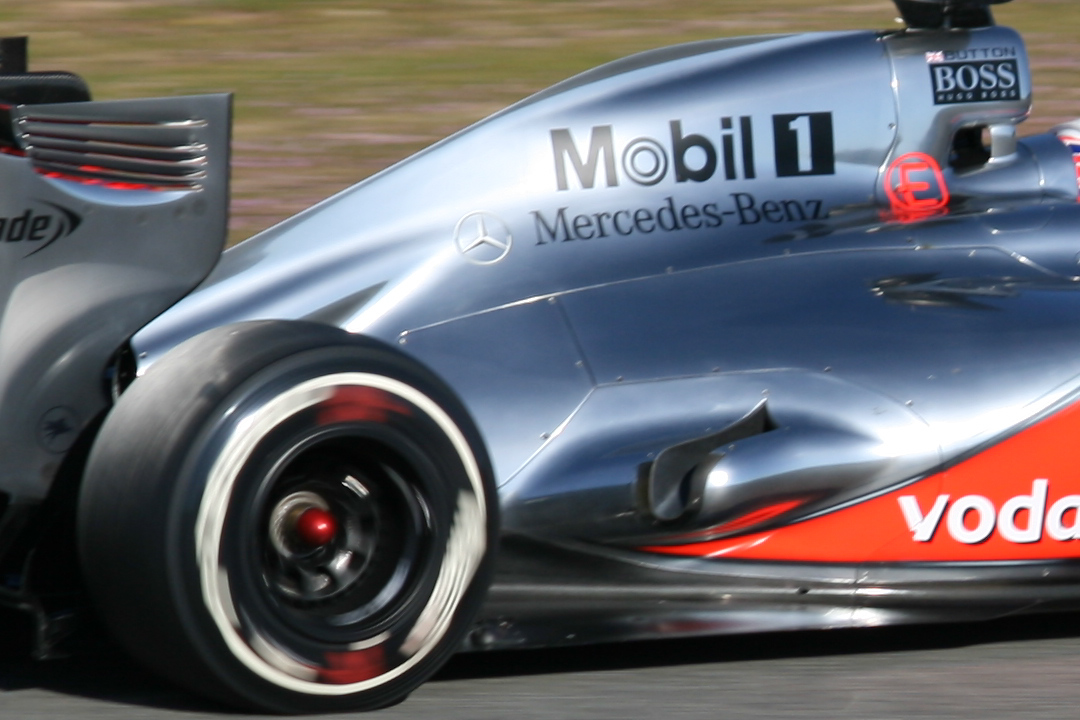
コアンダ・エキゾースト

2012年2月1日にマクラーレン・テクノロジー・センターで発表された。発表会の模様はマクラーレン公式サイトとFacebookから中継された。
この年、レギュレーションと空力性能との兼ね合いから多くのチームがノーズに段差を設けたが、MP4-27のノーズは段差のないフラットな形状をもつ。これは先代のMP4-26から、モノコックが規定の高さ (625mm) より低く設計されているためである。序盤戦はノーズ先端がやや垂れ下がった形状だったが、5月のムジェロ合同テストで先端が持ち上がった薄型ノーズをテストし、第5戦スペインGP以降はこのタイプを使用した。
排気系レイアウトの変更（ブロウンディフューザーの禁止）に伴い、MP4-26の特徴であったL字型サイトポッドは廃止された。マクラーレンは排気管放出部分のボディをこぶの様に膨らませて溝を設け、排気を後輪内側方向へとコントロールする「コアンダ・エキゾースト」を開発。のちにフェラーリやメルセデス、ロータスといった競合チームもこのデザインを模倣した。エキゾースト周辺はカウルが別体化されており、細かな形状変更が重ねられた。
アメリカGPではサイドポッドに描かれるメインスポンサーロゴがボーダフォン (vodafone) ではなくベライゾン・ワイヤレス (verizon) に変更された。同社はボーダフォンとベライゾン・コミュニケーションズの合弁企業であり、アメリカ最大手の携帯電話キャリアである。

## シーズン

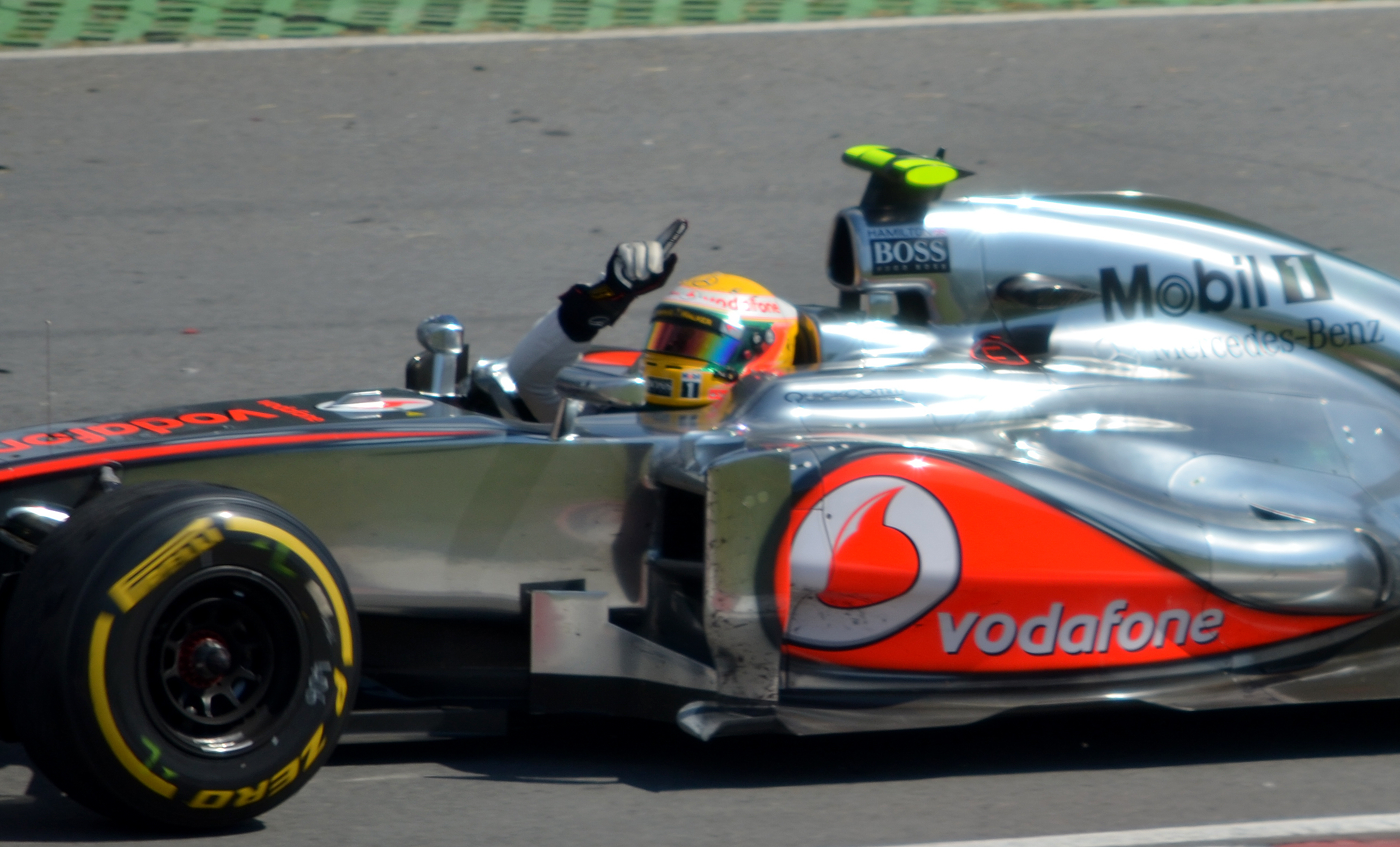
カナダGPで優勝したハミルトン

テストから好調なペースを見せ、そのペース通りに開幕から2戦連続で予選フロントローを独占する。ジェンソン・バトンが開幕戦を制し、ルイス・ハミルトンは開幕から3戦連続で表彰台に上がり、順調な滑り出しを見せた。
しかし、第4戦バーレーンGP以降は2012年型のピレリタイヤの特性に振り回されてペースが乱れた。特にバトンはセッティングの方向性を見失い、予選ではQ3突破に苦労し、決勝でもポイント獲得が精一杯という有様が中盤まで続いた。一方のハミルトンはそれ程苦しまなかったが、度重なるピットミスにより毎レースのごとく順位を落とし、第5戦スペインGPで大差を付けて獲得したポールポジションをチームのミスにより剥奪されるなど結果に繋げず、第7戦カナダGPまで初勝利を待つこととなった。
大型アップデート投入により第10戦ドイツGPから優勝争いに復帰すると、第11戦ハンガリーGPと第13戦イタリアGPをハミルトンが、第12戦ベルギーGPをバトンがそれぞれポール・トゥ・ウィンで制し、チームとして3連勝を飾った。
第14戦シンガポールGPでもチームとして4戦連続となるポールポジションをハミルトンが獲得するが、トップ走行中にギアボックストラブルによりリタイアしてしまう。ハミルトンは第18戦アブダビGPでもポールポジションから余裕のトップ走行中にマシントラブルでリタイアしており、信頼性の問題がタイトル争いに影響した。
最終的にダブルタイトルを獲得したレッドブルと同じ回数の7勝8ポールポジションを挙げ、ラップタイムの平均値では2012年最速マシンだったという分析もある。しかし、バトンのシーズン途中の不調に加えて、トップ走行中3回のリタイア等で多くのポイントを失い、コンストラクターズではフェラーリにも抜かれ3位、ドライバーズではハミルトンが4位、バトンが5位という結果に終わった。

## スペック

### シャーシ
- シャーシ名 MP4-27
- シャーシ構造 カーボンファイバー/アルミニウムハニカムコンポジットモノコック（フロント＆サイドインパクト構造）
- ブレーキキャリパー 曙ブレーキ工業
- フロントサスペンション 内蔵トーションバー/ダブルウィッシュボーンで作動するプッシュロッド、ベルクランクによるダンパーシステム
- リアサスペンション 内蔵トーションバー/ダブルウィッシュボーンで作動するプルロッド、ベルクランクによるダンパーシステム
- ダンパー コニ
- ホイール エンケイ
- タイヤ ピレリ
- ギアボックス 7速+リバース1速セミオートマチック/カーボンファイバーコンポジット
- エレクトロニクス MES-マイクロソフト スタンダードECU
- バッテリー GSユアサ
- ステアリング マクラーレン・パワーアシスト
- 無線 ケンウッド
- 機器 マクラーレン・エレクトロニック・システムズ
- 重量 640kg

### KERS
- KERS/形式 メルセデス・ベンツ
- e-パワー エンジン搭載型の電気モーター/ジェネレーター
- ESS 集積エネルギー電池および電動エレクトロニクス
- パワー 60kW

### エンジン
- エンジン名 メルセデス・ベンツFO108Z
- 気筒数・角度 V型8気筒・90度
- 排気量 2.4リッター
- 最高回転数 18,000rpm（レギュレーションで規定）
- バルブ数 32
- ピストン口径 98mm
- 重量 95kg
- スパークプラグ NGK
- 燃料 モービル無鉛（5.75%のバイオ燃料を含む）
- 潤滑油 モービル1

## 記録
| 年   | No. | ドライバー | 1   | 2   | 3   | 4   | 5   | 6   | 7   | 8   | 9   | 10  | 11  | 12  | 13  | 14  | 15  | 16  | 17  | 18  | 19  | 20  | ポイント | ランキング |
| 年   | No. | ドライバー | AUS | MAL | CHN | BHR | ESP | MON | CAN | EUR | GBR | GER | HUN | BEL | ITA | SIN | JPN | KOR | IND | ABU | USA | BRA | ポイント | ランキング |
| ---- | --- | ---------- | --- | --- | --- | --- | --- | --- | --- | --- | --- | --- | --- | --- | --- | --- | --- | --- | --- | --- | --- | --- | -------- | ---------- |
| 2012 | 3   | バトン     | 1   | 14  | 2   | 18  | 9   | 16  | 16  | 8   | 10  | 2   | 6   | 1   | Ret | 2   | 4   | Ret | 5   | 4   | 5   | 1   | 378      | 3位        |
| 2012 | 4   | ハミルトン | 3   | 3   | 3   | 8   | 8   | 5   | 1   | 16  | 8   | Ret | 1   | Ret | 1   | Ret | 5   | 10  | 4   | Ret | 1   | Ret | 378      | 3位        |

- 太字はポールポジション、斜字はファステストラップ。(key)